# Севан (Казахстан)
Сева́н (каз. Севан) — село у складі Бухар-Жирауського району Карагандинської області Казахстану. Входить до складу Новоузенського сільського округу.
Населення — 40 осіб (2021; 95 у 2009, 245 у 1999, 281 у 1989).
Національний склад станом на 1989 рік:
- росіяни — 31 %;
- німці — 23 %.